# Заев, Пётр Иванович
Пётр Ива́нович За́ев (29 июля 1953, Грязинский район, Воронежская область, РСФСР, СССР — 29 ноября 2014, Липецк, Россия) — советский боксёр, серебряный призёр Олимпиады 1980 года, абсолютный чемпион СССР (1975), чемпион СССР (1980). Мастер спорта СССР международного класса, заслуженный мастер спорта России (1997).

## Биография
Родился в селе Ссёлки Грязинского района Воронежской области (с 1954 года в Липецкой области, с 1984 года — в черте города Липецка). Там же под руководством своего брата стал постигать азы бокса. До 1975 года выступал за липецкое «Динамо». После переезда в Москву начал выступать за ЦСКА. В 1975 году завоевал титул абсолютного чемпиона Советского Союза.
В 1978 году вместе Евгением Горстковым и Игорем Высоцким участвовал в выставочном бою против Мохаммеда Али.

### Олимпиада-1980
В ходе олимпийского турнира в Москве убедительно (каждый раз со счётом 5-0) переиграл трёх соперников: из Югославии, Италии и ГДР. В финальном бою Олимпиады проиграл знаменитому кубинцу Теофило Стивенсону (со счетом 1-4).
Завершив выступления на ринге, окончил Военный институт физической культуры в Ленинграде. В 1988 году пришёл работать офицером-воспитателем в Московское суворовское военное училище. Пользовался большим авторитетом у курсантов. Затем был приглашен преподавателем кафедры физической подготовки в Московский университет МВД России. Трудился также преподавателем в Военной академия имени Н. Е. Жуковского.
Кандидат педагогических наук. Полковник МВД. В последние годы жизни руководил общественной организацией (землячеством) Липецкой области в Москве.
Скончался в Липецкой областной клинической больнице 29 ноября 2014 года на 62-м году жизни после третьего инсульта. Похоронен 2 декабря на кладбище родного села Ссёлки.